# Putten vasútállomás
Putten vasútállomás Hollandiában, Putten városában.

## Vasútvonalak
Az állomást az alábbi vasútvonalak érintik:
- Utrecht–Kampen-vasútvonal

## Kapcsolódó állomások
A vasútállomáshoz az alábbi állomások vannak a legközelebb:
- Ermelo vasútállomás
- Nijkerk vasútállomás